# 吉明
吉明（1800年—1849年），字秋漁，鄂卓氏，滿洲鑲藍旗人，清朝政治人物，諡恭愨。

## 生平
嘉慶二十四年己卯科舉人，道光三年癸未科進士，改戶部主事上行走。道光七年，任戶部主事。道光十三年，捐員外郎。道光十五年，任泰東陵禮部員外郎。道光二十二年，任戶部員外郎。道光二十三年，任翰林院侍讀，充日講起居注官、國子監祭酒。道光二十四年，任會試同考官、詹事。道光二十五年，任內閣學士，兼禮部侍郎、副都統銜、葉爾羌辦事大臣。道光二十六年，任鑲白旗漢軍副都統。道光二十七年，署葉爾羌參贊大臣、正黃旗滿洲副都統。道光二十八年，任葉爾羌參贊大臣。
從兄吉達善、吉年均為道光二年進士。